# Euphorbia abdelkuri
Euphorbia abdelkuri ist eine Pflanzenart aus der Gattung Wolfsmilch (Euphorbia) in der Familie der Wolfsmilchgewächse (Euphorbiaceae). Das Artepitheton abdelkuri verweist auf das Vorkommen der Art auf der jemenitischen Insel Abd al-Kuri.

## Beschreibung
Die sukkulente Euphorbia abdelkuri bildet dichte, von der Basis aus verzweigende Sträucher, die Wuchshöhen von bis zu 1 m erreichen. Ihre aufrechten Zweige messen 4 bis 8 cm im Durchmesser. Frische Triebe sind graurosa, vergrünen aber später. Ihre Oberfläche besitzt eine runzelige Textur, die an einen Überzug aus geschmolzenem Wachs erinnert. Die Triebe sind schwach segmentiert und im Querschnitt fünf- bis siebenkantig. Die Zweige sind buchtig gezähnt und dornen- und blattlos. Auf ihnen befinden sich wenig erhabene konische Warzen, die in fünf undeutlichen Reihen angeordnet sind. Der Milchsaft ist gelblich.
Die ungestielten, gelblichgrünen Cyathien weisen einen Durchmesser von etwa 5 mm auf. Die Früchte sind stumpf gelappt und besitzen einen Durchmesser von etwa 8 mm.

## Systematik, Verbreitung und Gefährdung
Euphorbia abdelkuri ist endemisch auf der jemenitischen Insel Abd al-Kuri. Dort wächst sie auf Kalkstein. 
Die Erstbeschreibung wurde 1901 von Isaac Bayley Balfour veröffentlicht.
Euphorbia abdelkuri wird in der Roten Liste gefährdeter Arten der IUCN als „Endangered (EN)“, d. h. stark gefährdet, geführt.